# Mariam Deghiedy
Mariam Degheidy, née le 21 août 1999, est une escrimeuse égyptienne.

## Carrière
Mariam Degheidy est médaillée de bronze en sabre individuel ainsi qu'en sabre par équipes aux Championnats d'Afrique 2022 à Casablanca,.
Elle est médaillée d'or en sabre par équipes et médaillée de  bronze en sabre individuel aux Championnats d'Afrique 2023 au Caire.